# Parafia Najświętszej Maryi Panny Królowej Polski w Pionkach
Parafia Najświętszej Maryi Panny Królowej Polski w Pionkach – rzymskokatolicka parafia należąca do dekanatu pionkowskiego diecezji radomskiej.

## Historia
14 listopada 1982 roku, poświęcenia placu pod budowę kościoła dokonał biskup Edward Materski. Duszpasterstwo rozpoczęło się od 23 kwietnia 1983 roku, kiedy Matka Boża w wędrującej kopii przybyła na plac budowy. 22 maja 1983 roku ks. biskup Stanisław Sygnet poświęcił tymczasową kaplicę, a 1 stycznia 1984 nastąpiło powołanie parafii Najświętszej Maryi Panny Królowej Polski.
Jesienią 1985 roku otrzymano pozwolenie na przystąpienie do budowy kościoła.

W 1988 roku rozpoczęto odprawianie mszy św. w części dolnej, prezbiterialnej, kościoła. W 1998 została oddana do użytku górną część kościoła nawowego, nawiązującą do stylu neoklasycystycznego.
28 listopada 2009 roku obchodzono 25-lecie, w związku z tym biskup Henryk Tomasik, uroczyście konsekrował całą świątynię (część prezbiterialną, wieżę, kaplicę tytularną i zakrystię).

## Proboszczowie
- ks. kan. Leon Czerwiński (1984–2018)
- ks. Mariusz Wincewicz (od 2018)

## Zasięg parafii
- Ulice w Pionkach: A. Asnyka, Aleje Lipowe, Armii Krajowej, Augustowska, Bohaterów Studzianek, Chemiczna, dr Marii Garszwo, Adasia Guzala, M. Kopernika, Królowej św. Jadwigi, Kwiatowa, Leśna, Mickiewicza (numery nieparzyste), Miła, Marii Dąbrowskiej, Owocowa, Nowa, Partyzantów, Podgaje, Północna, M. Reja, H. Sienkiewicza (numery parzyste), Słoneczna, Staszica, Świerkowa, Targowa, Wesoła, Willowa.
- Miejscowość: Januszno[1].